# رايموند بيدل
رايموند بيدل (بالإنجليزية: Raymond Beadle)‏ هو سائق سيارة سباق أمريكي، ولد في 16 ديسمبر 1943 في سبور في الولايات المتحدة، وتوفي في 20 أكتوبر 2014 في دالاس في الولايات المتحدة.